# Aéroport international Shahid Hashemi Nejad
L'aéroport international Shahid Hashemi Nejad (en persan : فرودگاه بین المللی شهید هاشمی نژاد) (code IATA : MHD • code OACI : OIMM) est un aéroport situé à Machhad, en Iran.

## Situation
| Sārī Dasht-é Naz Golfe · persique Téhéran-MehrabadTéh.-Mehrabad Mechhed Téhéran-KhomeiniTéh.-Khomeini Chiraz Kish Ahvaz Ispahan Tabriz Bandar · Abbas Kerman Yazid Abadan Kermanchah Zahedan Bouchehr Qechm Ourmieh Racht Birjand Chabahar Lamerd |

## Compagnies aériennes et destinations
| Compagnies           | Destinations |
| -------------------- | --- |
| Air Arabia           | Charjah |
| Al Naser Wings       | Charter : Bagdad, Nadjaf |
| ATA Airlines         | Bakou-H. Aliyev, Ispahan-S. Beheshti, Kashan (en), Tabriz, Téhéran-Mehrabad, Ourmieh, Zanjan (en) |
| AtlasGlobal          | En saison Charter : Antalya |
| Atrak Air            | Charter : Ahvaz, Bandar Abbas, Bouchehr, Ispahan-S. Beheshti, Île de Kish, Téhéran-Mehrabad |
| Caspian Airlines     | Ispahan-S. Beheshti, Chiraz-Shahid Dastghaib, Tabriz, Téhéran-Mehrabad |
| flydubai             | Dubaï |
| Georgian Airways     | En saison : Tbilissi-C. Roustavéli |
| Iran Air             | Ahvaz, Bagdad, Bandar Abbas, Beyrouth-Rafic Hariri, Birjand, Gorgan (en), Ispahan-S. Beheshti, Koweït, Nadjaf, Sārī-Dasht é Naz, Shahroud (en), Chiraz-Shahid Dastghaib, Tabriz, Téhéran-Mehrabad, Yazd-Shahid Sadoughi, Zahedan                                   |
| Iran Aseman Airlines | Abadan, Ahvaz, Ardabil (en), Bandar Abbas, Bouchehr, Chah Bahar-Konarak, Douchanbé, Ispahan-S. Beheshti, Kermanchah, Khorramabad (en), Racht, Sārī-Dasht é Naz, Chiraz-Shahid Dastghaib, Tabriz, Téhéran-Mehrabad, Ourmieh, Yazd-Shahid Sadoughi, Zahedan          |
| Iran Air Tours       | Kashan (en), Chiraz-Shahid Dastghaib, Téhéran-Mehrabad, Yazd-Shahid Sadoughi, Zahedan |
| Iraqi Airways        | Bagdad, Bassorah, Nadjaf, Nasiriyah |
| Jazeera Airways      | Koweït |
| Kam Air              | Hérat, Kaboul, Kandahar, Mazâr-e Charîf |
| Kish Air             | Ahvaz, Bandar Abbas, Ispahan-S. Beheshti, Kermanchah, Île de Kish, Koweït, Racht, Sārī-Dasht é Naz, Chiraz-Shahid Dastghaib, Téhéran-Mehrabad En saison : Islamabad-Benazir Bhutto, Multan                                                                         |
| Kuwait Airways       | Koweït |
| Mahan Air            | Ahvaz, Golfe Persique Bagdad, Beyrouth-Rafic Hariri, Dubaï, Ispahan-S. Beheshti, Istanbul, Kaboul, Île de Kish, Koweït, Lahore-Allama Iqbal, Nadjaf, Sārī-Dasht é Naz, Téhéran-Mehrabad En saison : Moscou-Vnoukovo En saison Charter : Saint-Pétersbourg-Poulkovo |
| Meraj Airlines       | Ispahan-S. Beheshti, Kermanchah, Nadjaf, Tabriz, Téhéran-Mehrabad |
| Oman Air             | Mascate |
| Qatar Airways        | Doha-Hamad |
| Qeshm Airlines       | Abadan, Ispahan-S. Beheshti, Qechm, Nadjaf, Racht, Chiraz-Shahid Dastghaib, Sārī-Dasht é Naz, Téhéran-Mehrabad, Zabol (en) |
| Saha Airlines        | Ourmieh |
| Saudia               | En saison : Djeddah - Roi-Abdelaziz, Médine-Prince M. Bin Abdulaziz |
| Sepehran Airlines    | Ahvaz, Golfe Persique, Bandar Abbas, Île de Kish, Téhéran-Mehrabad |
| SunExpress           | En saison Charter : Antalya |
| Taban Air            | Ahvaz, Ispahan-S. Beheshti, Île de Kish, Nadjaf, Racht, Chiraz-Shahid Dastghaib, Tabriz, Zanjan (en) Charter : Istanbul, Erevan-Zvarnots En saison : Lahore-Allama Iqbal, Multan                                                                                   |
| Turkish Airlines     | Istanbul |
| Wings of Lebanon     | Beyrouth-Rafic Hariri |
| Zagros Airlines      | Ispahan-S. Beheshti, Téhéran-Mehrabad, Nadjaf, Qechm, Racht, Shahre kord (en), Chiraz-Shahid Dastghaib Charter : Istanbul |

Notes
1. ↑ a

D'après la loi iranienne, les vols directs vers Antalya sont interdits, si bien que  AtlasGlobal et  SunExpress de Mashhad à Antalya doivent faire un stop à Adana-Sakirpasa sans droit de trafic intérieur turc.
Édité le 03/01/2019